# Айко (уезд)
Айко (яп. 愛甲郡 Айко-гун) уезд расположен в префектуре Канагава, Япония.

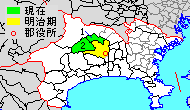
Расположение уезда Айко в префектуре Канагава. Жёлтым цветом в период Мейдзи, зелёным в настоящее время.
1. — Айкава, 2. — Киёкава

По оценкам на 1 апреля 2017 года, население составляет 43,242 человек, площадь 105.52 км², плотность 410 человек / км².

## Посёлки и сёла
- Айкава
- Киёкава